# Norman Wells

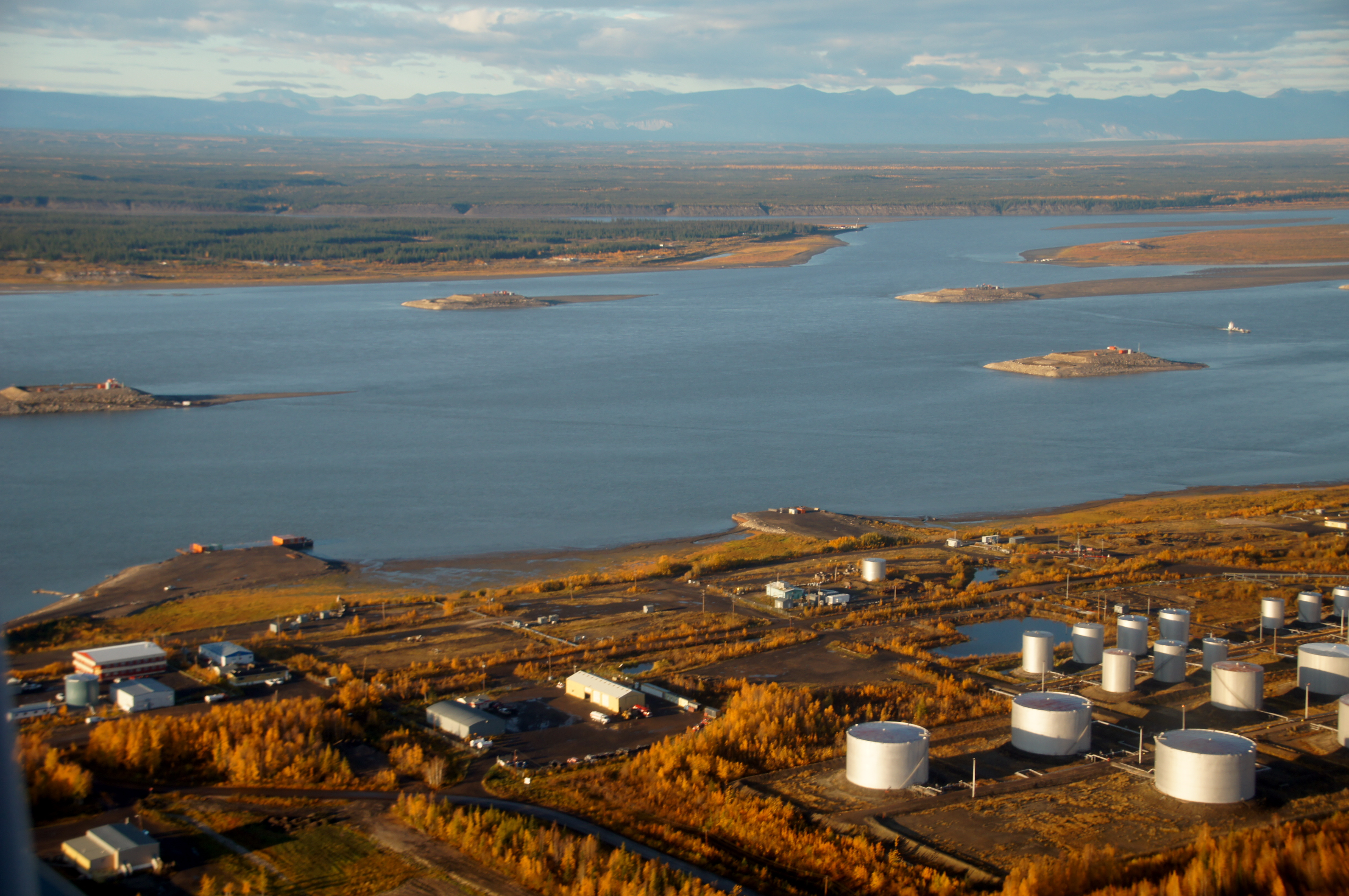
Vue aérienne des îles artificielles de Norman Wells

Norman Wells est une petite ville des Territoires du Nord-Ouest au Canada.

## Démographie
| 2001 | 2006 | 2011 | 2016 |
| ---- | ---- | ---- | ---- |
| 666  | 761  | 727  | 778  |

## Climat
| Mois                                  | jan.       | fév.       | mars       | avril      | mai        | juin      | jui.      | août      | sep.       | oct.       | nov.       | déc.       | année          |
| ------------------------------------- | ---------- | ---------- | ---------- | ---------- | ---------- | --------- | --------- | --------- | ---------- | ---------- | ---------- | ---------- | -------------- |
| Température minimale moyenne (°C)     | −29,9      | −28,4      | −24,2      | −11,1      | 0,6        | 9,3       | 11,5      | 8,4       | 2          | −7,7       | −22,2      | −27,1      | −9,9           |
| Température moyenne (°C)              | −26,1      | −24        | −18,4      | −5,1       | 6,4        | 15        | 17,1      | 13,8      | 6,6        | −4,7       | −18,7      | −23,4      | −5,1           |
| Température maximale moyenne (°C)     | −22,2      | −19,5      | −12,5      | 1          | 12,1       | 20,7      | 22,5      | 19        | 11         | −1,6       | −15,2      | −19,6      | −0,4           |
| Record de froid (°C) date du record   | −52,2 1952 | −54,4 1947 | −46,1 1952 | −37,2 1944 | −17,8 1974 | −2,8 1957 | −1,1 1952 | −6,1 1947 | −15,7 1983 | −31,7 1965 | −42,8 1951 | −47,8 1971 | −54,4 4/2/1947 |
| Record de chaleur (°C) date du record | 12,4 2009  | 7,9 1990   | 11,1 1949  | 20 1976    | 31,3 2010  | 33,5 1999 | 35 1989   | 32,4 1989 | 27,1 1995  | 21 2003    | 13,3 1970  | 5,7 1985   | 35 14/7/1989   |
| Ensoleillement (h)                    | 31,8       | 75,8       | 166,5      | 220        | 331        | 300,2     | 273,7     | 232,9     | 139        | 56         | 15,3       | 9,7        | 1 852          |
| Précipitations (mm)                   | 15,6       | 14,9       | 10,7       | 11,1       | 19         | 42,7      | 41,8      | 41,8      | 33,1       | 26,7       | 18,7       | 18,2       | 294,4          |
| dont neige (cm)                       | 21,1       | 19,9       | 14,4       | 12,8       | 6,4        | 0,4       | 0         | 0,7       | 6,9        | 27,3       | 26         | 25,9       | 161,5          |
| Nombre de jours avec précipitations   | 10,9       | 9,4        | 9,9        | 7,2        | 6,9        | 10,3      | 11,8      | 11,7      | 12,4       | 13,9       | 12,6       | 12,5       | 129,4          |
| Humidité relative (%)                 | 65,6       | 61,4       | 54,6       | 52,8       | 47,1       | 46,3      | 50,9      | 56,7      | 62,9       | 76         | 72,8       | 67,9       | 59,6           |
| Nombre de jours avec neige            | 11,5       | 10,1       | 10,4       | 6,9        | 2,9        | 0,2       | 0         | 0,2       | 3,4        | 13,3       | 13,6       | 13         | 85,4           |

| Diagramme climatique                                  |                |                |            |           |             |              |           |         |              |                |                |
| J                                                     | F              | M              | A          | M         | J           | J            | A         | S       | O            | N              | D              |
| −22,2−29,915,6                                        | −19,5−28,414,9 | −12,5−24,210,7 | 1−11,111,1 | 12,10,619 | 20,79,342,7 | 22,511,541,8 | 198,441,8 | 11233,1 | −1,6−7,726,7 | −15,2−22,218,7 | −19,6−27,118,2 |
| Moyennes : • Temp. maxi et mini °C • Précipitation mm |                |                |            |           |             |              |           |         |              |                |                |